# Liu Dianzuo
Liu Dianzuo (en chino tradicional: 劉殿座; en chino simplificado: 刘殿座; pinyin: Liú Diànzuò; Dalian, Liaoning, 26 de junio de 1990) es un futbolista chino que juega en la demarcación de portero para el Wuhan Three Towns FC de la Superliga de China.

## Selección nacional
Hizo su debut con la selección absoluta de China el 10 de diciembre de 2019 contra Japón en un partido amistoso que finalizó con un resultado de 1-2 a favor del combinado japonés tras el gol de Dong Xuesheng para China, y de Genta Miura y Musashi Suzuki para Japón.

## Clubes
| Club                      | País  | Año       | Partidos | Goles |
| ------------------------- | ----- | --------- | -------- | ----- |
| Shaoxing Keqiao Yuejia FC | China | 2006-2010 | 57       | 0     |
| Shanghai Shenxin FC       | China | 2011-2015 | 116      | 0     |
| Guangzhou City FC         | China | 2015-2016 | 27       | 0     |
| Guangzhou FC              | China | 2016-2021 | 101      | 0     |
| Wuhan Three Towns FC      | China | 2022-     | 64       | 0     |